# La Couronne
La Couronne är en kommun i departementet Charente i regionen Nouvelle-Aquitaine i västra Frankrike. Kommunen ligger  i kantonen La Couronne som ligger i arrondissementet Angoulême. År 2022 hade La Couronne 7 759 invånare.

## Befolkningsutveckling
Antalet invånare i kommunen La Couronne
Referens:INSEE